# Saitis sengleti
Saitis sengleti är en spindelart som först beskrevs av Metzner 1999.  Saitis sengleti ingår i släktet Saitis och familjen hoppspindlar. Inga underarter finns listade i Catalogue of Life.